# The Raspberries
The Raspberries war eine amerikanische Pop- und Rockband aus Cleveland, Ohio, die 1970 in Mentor gegründet wurde und sich 1975 auflöste.

## Bandgeschichte
Sänger und Songwriter Eric Carmen und Schlagzeuger Jim Bonfanti waren bereits Ende der 1960er Jahre als Mitglieder der Bands Cyrus Erie und The Choir regional bekannte Popmusiker. 1970 gründeten sie The Raspberries in Mentor, Ohio. Gitarrist Wally Bryson und Bassist John Aleksic, beide wie Bonfanti ehemalige Mitglieder von The Choir, komplettierten die erste Besetzung der Formation, die im Oktober des Jahres ihr Livedebüt gab. Mit ihren kurzen Haaren, den passenden Anzügen und einem Sound, der an The Beatles erinnert, unterschieden sie sich von der damals lokal dominierenden Hard–Rock-Szene Clevelands. Bereits nach wenigen Auftritten entwickelte sich die Gruppe zu einem der beliebtesten Liveacts der Gegend. Nach der Produktion des ersten Demos verließ Aleksic die Band im März 1971 und wurde durch den Rhythmusgitarristen Dave Smalley ersetzt, Carmen wechselte zum Bass.
Der Produzent Jimmy Ienner wurde auf das Demoband aufmerksam, woraufhin mehrere Major Labels Interesse an The Raspberries zeigten. Schließlich unterschrieb die Band einen Vertrag bei Capitol und veröffentlichte im Frühjahr 1972 das Debütalbum Raspberries, das Platz 51 der Billboard 200 erklomm. Die Vorabsingle Don’t Want to Say Goodbye wurde ein kleiner Hit und erreichte Platz 86 der US-Popcharts. Der endgültige Durchbruch kam im Mai des Jahres mit der auf Who-inspiriertem Gitarrenspiel und Harmoniegesang im Beach-Boys-Stil basierenden Folgesingle Go All the Way. Der Titel stieg auf Platz 5 der US-Charts und wurde mit Gold ausgezeichnet. Vor Beginn der Produktion des nächsten Albums tauschten Carmen und Smalley ihre Aufgaben an Gitarre und Bass.
Im November 1972 erschien das Album Fresh, das es auf Platz 36 der Billboard-Charts schaffte, mit den US-Hits I Wanna Be with You (Platz 16) und Let’s Pretend (Platz 35). Trotz des anhaltenden Erfolgs kam es zu Spannungen in der Gruppe, weil Carmen in kreativen Belangen dominierte und Songwriting-Beiträge von Bryson und Smalley dadurch kaum Beachtung fanden. Deshalb klang das 1973er Album Side 3 aggressiver als seine Vorgänger und verfehlte mit Platz 128 die Top 100 der Albumcharts, enthielt aber mit Tonight (Platz 69) und I’m a Rocker (Platz 94) zwei Chartsingles. Nach einem gefeierten Auftritt in der Carnegie Hall verließen Smalley und Bonfanti The Raspberries, um eine eigene Band namens Dynamite zu gründen. Als Ersatz kamen Bassist Scott McCarl und der ehemalige Cyrus-Erie-Schlagzeuger Michael McBride.
Mit dem im September 1974 veröffentlichten Album Starting Over ließ der Erfolg weiter nach. Die Platte kam lediglich auf Platz 143 der US-Charts und enthielt mit Overnight Sensation (Hit Record) nur eine Single, die den Sprung in die amerikanische Hitparade schaffte (Platz 18). Der anhaltende Disput zwischen Carmen und Bryson führte zunächst dazu, dass die Gruppe mehrfach nur als Trio auftrat, was letztlich 1975 die Auflösung der Raspberries zur Folge hatte. Carmen startete daraufhin eine Solokarriere und gewann McBride als Schlagzeuger für sein Debütalbum. Seine größten Hits sind All by Myself (1975) und Hungry Eyes (1987). Bryson wurde zunächst 1976 Mitglied einer Band namens Tattoo und wechselte 1978 für drei Alben zur Power-Pop-Gruppe Fotomaker.
1999 trafen sich Smalley, Carmen, Bryson und Bonfanti erstmals wieder, wodurch das Gerücht einer Wiedervereinigung der Raspberries entstand. Einige Monate später spielten drei der vier Mitglieder beim 80. Geburtstag der Rockjournalistin Jane Scott. Daraufhin bestätigte das Billboard-Magazin eine Reunion-Tour, zu der es dann allerdings nicht kam, weil Carmen sich weiter auf seine Arbeit als Solist konzentrieren wollte. Bryson, Smalley und McCarl entschlossen sich im Jahr 2000, die Raspberries als Trio fortzuführen.
2004 kam es schließlich zur Wiedervereinigung dieses Trios mit Eric Carmen. In der Quartettbesetzung gaben die Raspberries einige öffentliche Konzerte, das letzte am 14. Dezember 2007 vor 2000 Fans in Cleveland. Letztmals spielte die Band 2009 bei einem VIP-Konzert in der Rock and Roll Hall of Fame.

## Besetzung

### Gründungsmitglieder
- Eric Carmen (* 11. August 1949 in Cleveland, Ohio; † März 2024) – Gesang, Gitarre, Bass
- Wally Bryson (* 18. Juli 1949 in Gastonia, North Carolina) – Gitarre
- John Aleksic (* 1951) – Bass (bis März 1971)
- Jim Bonfanti (* 17. Dezember 1948 in Winber, Pennsylvania) – Schlagzeug (bis 1974)

### Spätere Mitglieder
- David Smalley (* 10. Juli 1949 in Oil City, Pennsylvania) – Rhythmusgitarre, Bass (ab 1971 für Aleksic)
- Scott McCarl – Bass (ab 1974 für Smalley)
- Michael McBride – Schlagzeug (ab 1974 für Bonfanti)

## Diskografie

### Studioalben
| Jahr | Titel Musiklabel Katalog-Nr. | Höchstplatzierung, Gesamtwochen, AuszeichnungChartsChartplatzierungen (Jahr, Titel, Musiklabel Katalog-Nr., Platzierungen, Wochen, Auszeichnungen, Anmerkungen) | Anmerkungen                                                      |
| Jahr | Titel Musiklabel Katalog-Nr. | US | Anmerkungen                                                      |
| ---- | ---------------------------- | --- | ---------------------------------------------------------------- |
| 1972 | Raspberries Capitol 11036    | US51 (30 Wo.)US | Erstveröffentlichung: 10. April 1972 Produzent: Jimmy Ienner     |
| 1972 | Fresh Capitol 11123          | US36 (16 Wo.)US | Erstveröffentlichung: 13. November 1972 Produzent: Jimmy Ienner  |
| 1973 | Side 3 Capitol 11220         | US128 (7 Wo.)US | Erstveröffentlichung: 10. September 1973 Produzent: Jimmy Ienner |
| 1974 | Starting Over Capitol 11329  | US143 (6 Wo.)US | Erstveröffentlichung: 16. September 1974 Produzent: Jimmy Ienner |

### Livealben
- 2007: Live on Sunset Strip (2 CDs + DVD; Rykodisc, Inc. 10879)
- 2017: Pop Art Live (2 CDs; Omnivore Recordings 229)

### Kompilationen
| Jahr | Titel Musiklabel Katalog-Nr.                      | Höchstplatzierung, Gesamtwochen, AuszeichnungChartsChartplatzierungen (Jahr, Titel, Musiklabel Katalog-Nr., Platzierungen, Wochen, Auszeichnungen, Anmerkungen) | Anmerkungen                                                              |
| Jahr | Titel Musiklabel Katalog-Nr.                      | US | Anmerkungen                                                              |
| ---- | ------------------------------------------------- | --- | ------------------------------------------------------------------------ |
| 1976 | Raspberries’ Best Feat. Eric Carmen Capitol 11524 | US138 (4 Wo.)US | Erstveröffentlichung: Mai 1976 feat. Eric Carmen Produzent: Jimmy Ienner |

Weitere Kompilationen
- 1987: Overnight Sensation: The Very Best of the Raspberries
- 1988: Lil’ Bit of Gold
- 1991: Capitol Collectors Series
- 1995: Greatest Hits
- 1996: Power Pop Volume Two
- 2000: Greatest Hits
- 2002: The Very Best of the Raspberries
- 2003: Back2Back Rock Hits (Splitalbum mit The Babys; je 5 Tracks)
- 2005: Greatest
- 2015: Classic Album Set (Box mit 4 CDs)

### Singles
| Jahr | Titel Album                                    | Höchstplatzierung, Gesamtwochen, AuszeichnungChartsChartplatzierungen (Jahr, Titel, Album, Platzierungen, Wochen, Auszeichnungen, Anmerkungen) | Anmerkungen                                                               |
| Jahr | Titel Album                                    | US | Anmerkungen                                                               |
| ---- | ---------------------------------------------- | --- | ------------------------------------------------------------------------- |
| 1972 | Don’t Want to Say Goodbye Raspberries          | US86 (2 Wo.)US | Erstveröffentlichung: 14. Februar 1972 Autoren: Eric Carmen, Wally Bryson |
| 1972 | Go All the Way Raspberries                     | US5 Gold · (18 Wo.)US | Erstveröffentlichung: 22. Mai 1972 Autor: Eric Carmen                     |
| 1972 | I Wanna Be with You Fresh                      | US16 (11 Wo.)US | Erstveröffentlichung: 30. Oktober 1972 Autor: Eric Carmen                 |
| 1973 | Let’s Pretend Fresh                            | US35 (16 Wo.)US | Erstveröffentlichung: 26. Februar 1973 Autor: Eric Carmen                 |
| 1973 | Tonight Side 3                                 | US69 (7 Wo.)US | Erstveröffentlichung: 6. August 1973 Autor: Eric Carmen                   |
| 1973 | I’m a Rocker Side 3                            | US94 (3 Wo.)US | Erstveröffentlichung: 29. Oktober 1973 Autor: Eric Carmen                 |
| 1974 | Overnight Sensation (Hit Record) Starting Over | US18 (12 Wo.)US | Erstveröffentlichung: 19. August 1974 Autor: Eric Carmen                  |

Weitere Singles
- 1974: Ecstasy
- 1974: Drivin’ Around
- 1974: Cruisin’ Music
- 1974: Party’s Over